# Giovanni Corrieri
Giovanni Corrieri (Messina, 7 februari 1920 — Prato, 22 januari 2017) was een Italiaans wielrenner, die prof was tussen 1941 en 1957.

## Wielerloopbaan
De Siciliaan - al zou hij op zijn twintigste naar het noorden verhuizen - Corrieri was jarenlang de trouwe knecht van Gino Bartali, maar haalde zelf door zijn sprinterskwaliteiten nog veel overwinningen. In de Giro van 1953 droeg hij één dag de roze trui. Hij sloot zijn carrière in 1956 af aan de zijde van Bartali's rivaal Fausto Coppi.

## Belangrijkste overwinningen
1945
- Ronde van Reggio Calabria

1947
- 12e etappe Ronde van Italië

1948
- 18e etappe Ronde van Frankrijk
- 21e etappe Ronde van Frankrijk

1949
- 10e etappe Ronde van Italië
- 19e etappe Ronde van Italië

1950
- 5e etappe Ronde van Frankrijk

1951
- 8e etappe Ronde van Duitsland
- 9e etappe Ronde van Italië

1953
- 7e etappe deel a Ronde van Italië

1954
- 9e etappe Ronde van Italië

1955
- 7e etappe Ronde van Italië

## Resultaten in voornaamste wedstrijden
| Jaar | Ronde van Italië | Ronde van Frankrijk | Ronde van Spanje |
| ---- | ---------------- | ------------------- | ---------------- |
| 1941 |                  |                     |                  |
| 1946 | opgave           |                     |                  |
| 1947 | 11e (1)          | opgave              |                  |
| 1948 | opgave           | 29e (2)             |                  |
| 1949 | 32e (2)          | 52e                 |                  |
| 1950 | 67e              | opgave (1)          |                  |
| 1951 | 59e (1)          |                     |                  |
| 1952 | 17e              | 46e                 |                  |
| 1953 | opgave (1)       | 56e                 |                  |
| 1954 | 33e (1)          |                     |                  |
| 1955 | 77e (1)          |                     |                  |

| Jaar | Milaan-San Remo |
| ---- | --------------- |
| 1941 | 34e             |
| 1946 |                 |
| 1947 |                 |
| 1948 |                 |
| 1949 |                 |
| 1950 | 74e             |
| 1951 | 27e             |
| 1952 | 16e             |
| 1953 | 41e             |
| 1954 | 83e             |
| 1955 | 17e             |